# T'choupi à l'école
 (avril 2015).
Si vous disposez d'ouvrages ou d'articles de référence ou si vous connaissez des sites web de qualité traitant du thème abordé ici, merci de compléter l'article en donnant les références utiles à sa vérifiabilité et en les liant à la section « Notes et références ».
T'choupi et ses amis T'choupi à la campagne
T'choupi à l'école, ensuite intitulée Les Nouvelles Aventures de T'Choupi à l'école, est une série télévisée d'animation française adaptée de l'œuvre et des personnages créés par Thierry Courtin, réalisée par Lionel Kerjean, produite par Les Armateurs et diffusée depuis le 31 août 2013 sur France 5 dans Zouzous, puis rediffusée depuis 2016 sur TiJi.
Au Québec, elle a été diffusée à partir du 9 septembre 2014 à Télé-Québec.

## Synopsis
Le dessin animé met en scène les héros de la série T'choupi, pour la première fois en 3D et dans un tout nouveau décor : à l'école.

## Épisodes

### Saison 1 (2013)
Réalisée par Lionel Kerjean
1. C'est la rentrée
2. La danse de T'choupi
3. À la queue leu leu
4. Pas de panique
5. Le vélo rouge tout neuf
6. Un gentil ballon
7. T'choupi tout plat
8. De petits anges
9. L'autre maîtresse
10. Un abri super chouette
11. Le bobo de T'choupi
12. L'épouvantail à coquins
13. Tous en rythme
14. Le papa pilote
15. Le poisson rouge broie du noir
16. La plus belle des histoires
17. Le cadeau des mamans
18. Tous en mission
19. Le p'tit nouveau
20. L'école après l'école
21. Poisson d'avril!
22. Le temps calme
23. Le roi de la galette
24. Une belle spirale
25. Oups ! Doudou !
26. Le jour de la photo de classe
27. Deux anniversaires, deux gâteaux
28. A-a-a-t'choum !
29. Le cirque à l'école
30. Le jouet confisqué
31. Pénélope la chenille
32. Le cadeau pour Dany
33. Le menu des petits sportifs
34. Un jeu un peu bête
35. Le carnaval des petits monstres
36. T'choupi compte tout
37. Le pire cauchemar de T'choupi
38. L'étoile de Noël
39. La journée du pyjama
40. L'entrainement de basket
41. La maîtresse s'en va
42. La tombola de la kermesse
43. Troc au Doudou
44. C'est nous les plus forts
45. 1,2,3 papillons
46. Le safari en forêt
47. Les sacs jumeaux
48. Le musée de la nature
49. L'initiation au poney!
50. Mon ami le poney
51. Le diplôme de poney
52. Demain, c'est les vacances

### Saison 2 (2016)
Réalisée par Ollivier Carval.
Liste des épisodes dans l'ordre fournie par Télé-Québec (l'ordre de diffusion en France est légèrement différent) :
1. Mister T'choupi
2. Le yoga des animaux
3. Le petit chouchou
4. Le choix difficile
5. Quiproquo rigolo
6. L'apprenti maître
7. Un chiot à l'école
8. Même pas peur
9. Les petits papas
10. T'chou T'chou T'choupi
11. OK, d'accord, tout à fait
12. La pêche aux goûters
13. Cris d'animaux à gogo
14. L'attaque des boutons
15. Un film de rêve
16. Fais un vœu
17. Gare aux petites mains
18. Qui s'y frotte s'y pique
19. La ronde des nuages
20. La toilette de la forêt
21. Le labyrinthe géant
22. Des bisous, beurk !
23. Le challenge de la frousse
24. Le gros gros oubli
25. Green light! Red light!
26. Un étonnant animal de compagnie
27. Abracacaouhète pour ta fête
28. La chasse aux fées
29. L'appareil photo magique
30. La grosse bébête de la forêt
31. Les aventuriers de la jungle
32. La baguette vraiment super magique !
33. Les meilleurs copains du monde
34. Qui vient me chercher ce soir ?
35. T'choupi et les robots
36. La cuisine comme Papi
37. Un doudou de fille
38. Papi au temps des dinosaures
39. T'choupi contre Pitchou
40. Chevalier T'choupi
41. T'choupi, Hic !
42. À nous le trésor
43. L'école du bout du monde
44. Le vol de nounou
45. L'un pour l'autre
46. La pierre qui rend fort
47. C'est pas du jeu !
48. Les petits héros
49. L'invitée surprise !
50. Il faut retrouver les copains
51. Vole, avion, vole !
52. À la poursuite du lapin

## Distribution
(décembre 2024).
Si vous disposez d'ouvrages ou d'articles de référence ou si vous connaissez des sites web de qualité traitant du thème abordé ici, merci de compléter l'article en donnant les références utiles à sa vérifiabilité et en les liant à la section « Notes et références ».
Voix françaises
- Léopoldine Serre : T'choupi / Sid
- Fily Keita : Pilou / Louis / Dany
- Caroline Combes : Lalou / Fanny, la sœur de T'choupi / Victor
- Nadine Girard : Sybille / Jeanne / Benoît
- Pauline Brunner : Prune / Andy
- Pierre Tessier : Toine, le papa de T'choupi / François, le directeur
- Christine Bellier : Malola, la maman de T'choupi / la remplaçante Émilie
- Sophie Deschaumes puis Marie-Madeleine Burguet-Le Doze : Mamie Nani, la mamie de T'choupi
- Yves Barsacq puis Michel Bedetti : Papi Cha, le papi de T'choupi
- Olivier Destrez : le photographe / Papa Pilote, le père de Jeanne / l'inspecteur
- Marie Facundo : Anna
- Hervé Grull : Mehdi
- Lisa Caruso : Nounou

Voix anglophones
- Tara Strong : T'choupi
- Ashleigh Ball : Lalou
- Kathleen Barr : Pilou / Sybille
- Ian Hanlin : Benoît / Louis / Andy
- Andrea Libman : Dany / Malola, la maman de T'choupi
- Michael Dobson : Papi Cha, le papi de T'choupi
- Sam Vincent : Victor / Toine, le papa de T’choupi
- Britt McKillip : Prune
- Vincent Tong : le photographe / François, le directeur

## Personnages

### Personnages principaux
- T'choupi
- Pilou
- Louis
- Lalou
- Benoît
- Jeanne
- Prune
- Andy
- Anna et Mehdi (saison 2), les animateurs du Temps d'activité périscolaire de la classe de T'choupi
- Dany, l'assistante scolaire de la classe de T'choupi
- Malola et Toine : les parents de T'choupi
- Fanny : la petite sœur de T'choupi
- François : le directeur de l'école de T'choupi
- Papi Cha et Mamie Nani : les grands-parents de T'choupi
- Pitchou
- Victor
- Sybille : la maîtresse de la classe de T'choupi
- Papa Pilote : c'est le père de Jeanne, il travaille dans des aéroports.
- La nounou
- Le photographe
- L'inspecteur